# Ilir Daja
Ilir Daja es un exjugador y entrenador de fútbol albanés. Es el actual entrenador del Dinamo City. Ha ganado la Liga albanesa como entrenador con tres clubes diferentes: Elbasani, Dinamo Tirana y Skënderbeu. También ganó la Superliga de Kosovo tres veces con el KF Ballkani y los llevó a la clasificación para la fase de grupos de la UEFA Europa Conference League en las temporadas 2022-23 y 2023-24.

## Trayectoria como jugador
Pasó su carrera juvenil en el 17 Nëntori, antes de jugar para el Dinamo Tirana durante diez años. En 1989, en el partido de Copa de Europa del Dinamo contra el Dinamo de Bucarest, sufrió una importante lesión de rodilla que lo obligó a pasar por quirófano varias veces.

## Trayectoria como entrenador
Comenzó su carrera como entrenador en 2005 con Elbasani, donde permaneció hasta 2007, ayudando al club a ganar la Kategoria Superiore en la temporada 2005-06. Dos temporadas más tarde fichó por el Dinamo Tirana para volver a ganar en esta competición en la temporada 2007/08.

### Tirana
En octubre de 2015, Daja inició negociaciones con Tirana y firmó un contrato hasta el final de la temporada. Fue presentado ante los medios de comunicación el 29 de octubre. El Tirana derrotó al Kukësi por 2-1 en casa en el primer partido del Daja a cargo, regresando con la victoria después de tres partidos de liga. El 1 de noviembre de 2016, tras el empate sin goles contra el Vllaznia, Daja fue liberado de su contrato por el presidente del club Refik Halili.

### Skënderbeu
En enero de 2017 fue contratado como entrenador del Skënderbeu horas después de la salida de Andrea Agostinelli. Fue presentado al día siguiente, declarando que si el equipo no ganaba la liga, sería un gran fracaso.
En el verano de 2017, Daja guió al equipo en las rondas de clasificación de la UEFA Europa League 2017-18, siendo el cerebro cuando el Skënderbeu alcanzó la fase de grupos por segunda vez y también se convirtió en el primer club albanés en pasar cuatro rondas. Ganaron fácilmente en la primera ronda de clasificación al equipo amateur Sant Julià de Andorra, avanzando a la siguiente ronda con un resultado global de 6-0. En la segunda ronda logró un empate 1-1 contra el Kairat en el Estadio Central de Almaty en el partido de ida; a pesar de ir perdiendo en los primeros diez minutos tras un gol de Gerard Gohou, el equipo presionó para empatar y lo consiguió gracias a un gol de Bakary Nimaga. En el partido de vuelta, el equipo de Daja ganó 2-0 para avanzar a la siguiente ronda con un resultado global de 3-1; su decisión de poner a jugar a Sebino Plaku en lugar de James Adeniyi resultó un éxito, ya que el delantero anotó el segundo gol con una vaselina.
En el primer partido de tercera ronda contra Mladá Boleslav, el Skënderbeu perdió 2-1. En el segundo partido, el equipo albanés ganó con el mismo marcador, lo que llevó el partido a la tanda de penaltis, donde su equipo fue más preciso y ganó 4-2 para alcanzar el play-off por tercera vez en la historia. En la ronda de play-off, el equipo jugó contra el Dinamo Zagreb; obtuvo un empate 1-1 en el Stadion Maksimir a pesar de ir ganando hasta el tiempo de descuento, antes de mantener un empate sin goles en el partido de vuelta de la fase de grupos gracias a la regla de los goles de visitante.
El 9 de mayo de 2018, Skënderbeu fue confirmado como campeón de la Kategoria Superiore tras una victoria por 4-2 en Lushnja y la derrota a domicilio de Kukësi por 3-2 ante Teuta. Más tarde, el 27 de mayo, llevó al equipo al éxito de la Copa de Albania, al derrotar 1-0 a Laçi en la final para conseguir su primer título de la Copa de Albania. De esta forma, el Skënderbeu completó el doblete doméstico por primera vez en la historia. Daja también se convirtió en el primer entrenador desde Sulejman Mema en 1999 en lograr esta hazaña.
El 19 de junio de 2018, después de que el Tribunal de Arbitraje Deportivo confirmara la decisión de la UEFA de excluir al Skënderbeu de las competiciones de la UEFA durante los próximos 10 años, Daja anunció su salida del club.

### Ballkani
Fue nombrado entrenador del club FC Ballkani de la Superliga de Kosovo el 5 de enero de 2022. Ganó tres títulos de liga, una Copa de Kosovo y una Supercopa de Kosovo en sus tres temporadas en el club. También guió al equipo a la fase de grupos de la UEFA Conference League en 2022-23 y 2023-24. De este modo, Ballkani se convirtió en el primer equipo de Kosovo en clasificarse para la fase final de una competición de clubes de la UEFA. Daja dimitió de su cargo el 2 de septiembre de 2024 después de que el equipo no lograra clasificarse para una competición europea por tercera vez consecutiva. Su último partido de liga fue una derrota fuera de casa contra el KF Malisheva.

### Dinamo City
El 11 de septiembre de 2024 fue nombrado entrenador del FC Dinamo City, club anteriormente conocido como Dinamo Tirana. Había jugado anteriormente para el club y también había sido su entrenador en dos períodos diferentes. Cuando asumió el cargo, el Dinamo había jugado tres partidos en la Kategoria Superiore 2024-25, ganando uno y perdiendo dos. Su primer partido fue un empate 2-2 como visitante en un derbi local contra su antiguo club, el FK Partizani Tirana, el 12 de septiembre de 2024.

## Honores

### Jugador
- Superliga de Albania: 1990

### Entrenador
Elbasani
- Superliga de Albania: 2005-06

Dinamo Tirana
- Superliga de Albania: 2007-08

Skënderbeu
- Superliga de Albania: 2017-18
- Copa de Albania: 2017-18

Ballkani
- Liga kosovar: 2021–22, 2022–23, 2023–24
- Copa de Kosovo: 2023-24
- Supercopa de Kosovo: 2022